# Ilazgi
Ilazgi – wieś w Iranie, w ostanie Azerbejdżan Zachodni. W 2006 roku liczyła 15 mieszkańców w 5 rodzinach.